# Debugger
Debugger albo debuger – program komputerowy służący do dynamicznej analizy innych programów, w celu odnalezienia i identyfikacji zawartych w nich błędów, zwanych z angielskiego bugami (robakami). Proces nadzorowania wykonania programu za pomocą debuggera określa się mianem debugowania.
Podstawowym zadaniem debuggera jest sprawowanie kontroli nad wykonaniem kodu, co umożliwia zlokalizowanie instrukcji odpowiedzialnych za wadliwe działanie programu. Współczesne debuggery pozwalają na efektywne śledzenie wartości poszczególnych zmiennych, wykonywanie instrukcji krok po kroku czy wstrzymywanie działania programu w określonych miejscach. Debugger jest standardowym wyposażeniem większości współczesnych środowisk programistycznych.
Debuggery posiadają również wady – symulacja działania kodu nie jest idealnym odtworzeniem wykonania tego kodu w warunkach normalnych. Wobec tego debuggery mogą nie wykrywać bugów niezależnych bezpośrednio od treści badanego programu.